# Драси ле Куш
Драси ле Куш (фр. Dracy-lès-Couches) насеље је и општина у источном делу централне Француске у региону Бургоња, у департману Саона и Лоара која припада префектури Отен.
По подацима из 2011. године у општини је живело 165 становника, а густина насељености је износила 19,95 становника/km². Општина се простире на површини од 8,27 km². Налази се на средњој надморској висини од 350 метара (максималној 448 m, а минималној 285 m).

## Демографија
| 1962. | 1968. | 1975. | 1982. | 1990. | 1999. | 2011. |
| ----- | ----- | ----- | ----- | ----- | ----- | ----- |
| 216   | 218   | 178   | 217   | 184   | 183   | 165   |

График промене броја становника у току последњих година